# 코탄

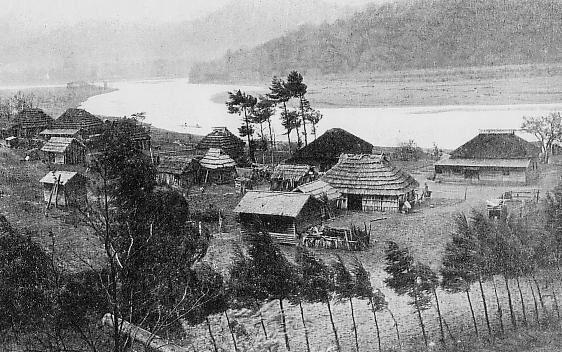
1930년경 아이누코탄

코탄(コタン)은 아이누어로 집락, 혹은 부락을 가리킨다.

## 요약

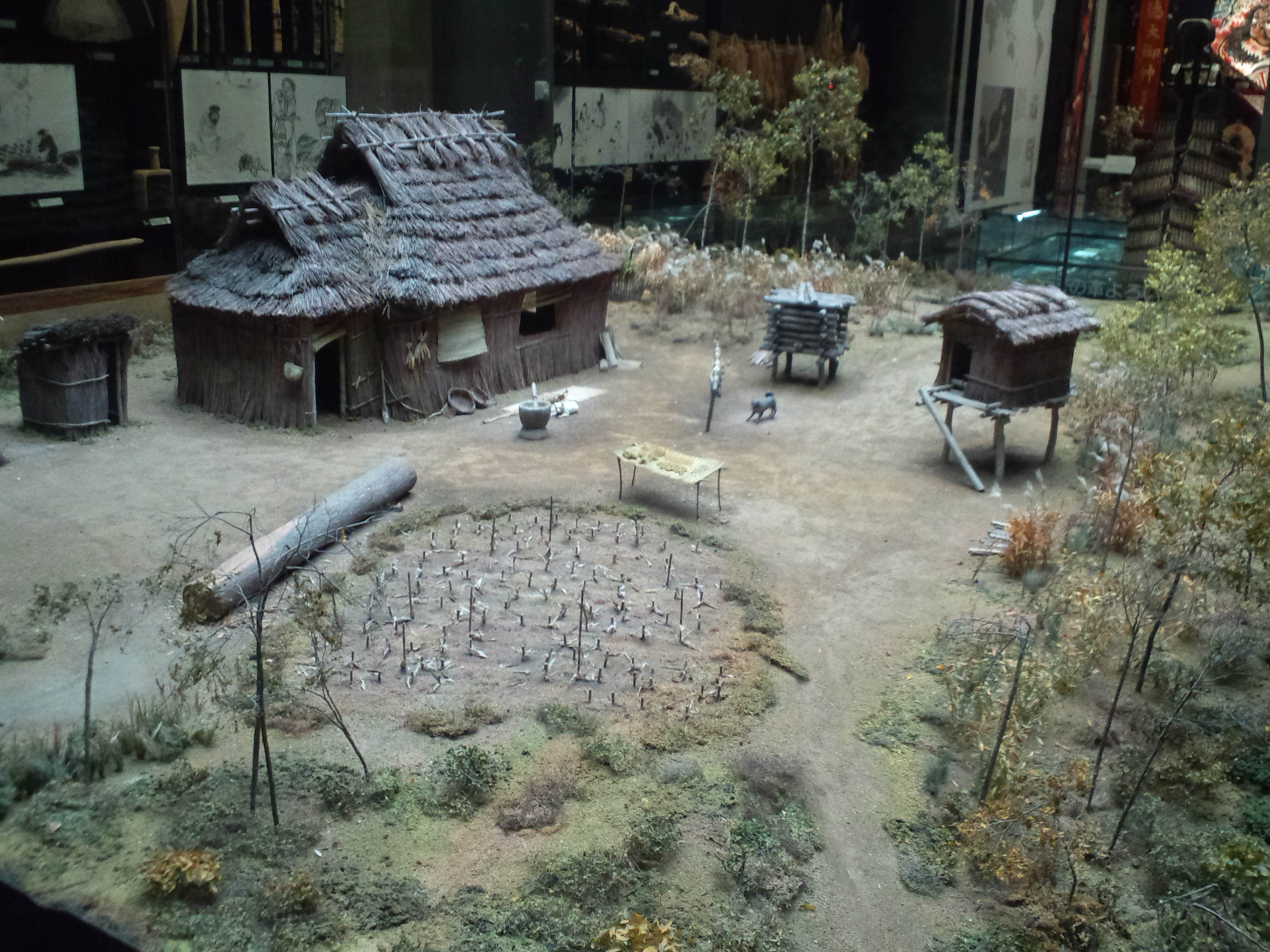
치세 모형의 전시. 스이타시 국립민족학박물관

코탄은 아이누어로 「택지」를 가리키며, 아이누민족의 생활의 본거지로 아이누 사회를 형성하는 최소단위이다.
일반적으로, 수렵과 어로(漁撈) 등 채집으로 생활을 이어나가는 민족들은 그 채집지에서 이동할 필요가 있기 때문에 한 곳에 정착하지 않는다. 그러나 아이누의 경우 채집민족이기는 하지만 어업 의존도가 강했기 때문에 한 지역에 정착하였고, 거주지의 입지 또한 이에 의해 결정되었다. (예를 들어 연어의 산란지 등의 강가 근방에 이주하는 등). 코탄은 대략 5~7Km 간격으로 존재했다.
코탄은 몇 채의 가옥으로 구성되어 있었고, 대체적으로 5~7호로 구성되었다. 10호 이상은 예외적인 대규모 집락, 20호를 넘는 코탄은 장소청부제(場所請負制) 등, 일본인에 의한 강제이주의 결과이다. 코탄의 구성요원은 1개 혹은 복수의 에카시・이모로(エカシ・イモロ)로 불리는 부계집단의 구성원이었고, 이 집단의 장은 코탄코토쿠르(コタンコロクル, 마을을 가진 자)로 불렸다.
코탄은 각각 일정 지역에서의 자원을 코탄 내에서 공유할 권리를 가지고 있었고, 다른 코탄의 일원이 다른 코탄의 영역을 침범하면 징벌을 받았다고 한다. 코탄은 초가집(치세、チセ), 어린 곰을 사육하기 위한 우리(페페레셋、ヘペレセッ), 식량을 저장하기 위한 높은 마루식 창고(푸우, プー)에 공용 화장실(남성 화장실이 아신루・アシンル, 여성용이 메노코르・メノコル), 이에 이나우(의식・イナウ)를 올리기 위한 제단(누사・ヌサ)로 구성되어 있다. 또한, 코탄 부근에는 챠시(성채 비슷한 것)이 있는 경우도 있었다.
각 코탄에는 고유의 이름이 있고, 그 코탄명이 이후 일본인에 의해 지명이 된 경우를 종종 볼 수 있다. 홋카이도와 치시마 열도, 카라후토의 지명 중 ‘코탄’이라는 단어가 들어가 있는 경우가 그 예이다. (한자로는 「古丹」(고단)으로 표기한다.)

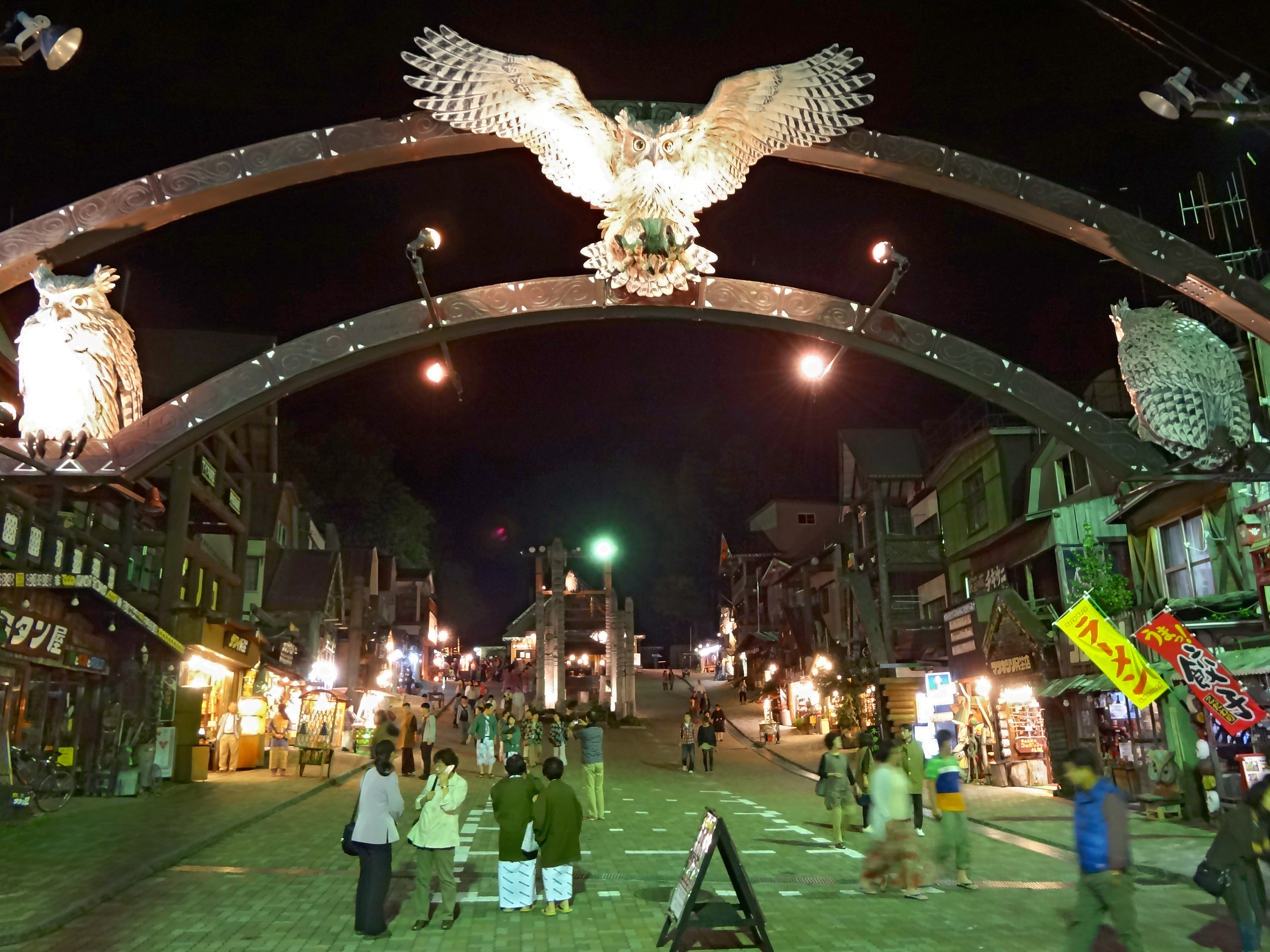
쿠시로시 아이누코탄

## 지명에 남은 코탄
- 온네코탄(オンネコタン・温禰古丹）
- 크슌코탄(クシュンコタン・久春古丹）
- 시코탄(シコタン・色丹/큰 마을이라는 뜻）
- 샤코탄(シャコタン・積丹）
- 카무이코탄(カムイコタン・神居古潭・神居古丹・神威古潭）
- 카무이코탄 역(神居古潭駅 - 홋카이도 아사히카와 시 카무이코탄에 있었던 일본국유철도 하코다테 본선의 역)

- 샤스코탄(シャスコタン・捨子古丹）
- 치린코탄(チリンコタン・知林古丹）
- 하리무코탄(ハリムコタン・春牟古丹/우바유리-백합과의 다년초-가 많은 곳이라는 뜻）
- 토코탄(トコタン・床丹/멸망한 마을이라는 뜻） 토코탄 역(床丹駅( - 홋카이도 도코로군 사로마쵸에 있었던 일본 국유철도 유모(湧網)선의 역
- 코탄베츠(コタンベツ・古丹別） 코탄베츠역 – 홋카이도 도마마에군 도마마에쵸에 있었던 일본국유철도 하보로(羽幌)선의 역

그 외
- 아이누 요리 중 코탄동이라고 하는 돈부리 음식이 있다.
- 요이치정 출신의 아이누 가수, 이보시 호쿠토의 유고집 중「코탄」이 있다.
- 시마후쿠로(올빼미)의 아이누어 명은、「코탄・코로・카무이」（kotan kor kamuy, 코탄을 지키는 신)이다.
- 이토 히사오(伊藤久男)의 대표곡 『이요만테의 밤』에는「코탄의 무법자」라는 구절이 등장한다のフレーズが登場する。

## 갤러리

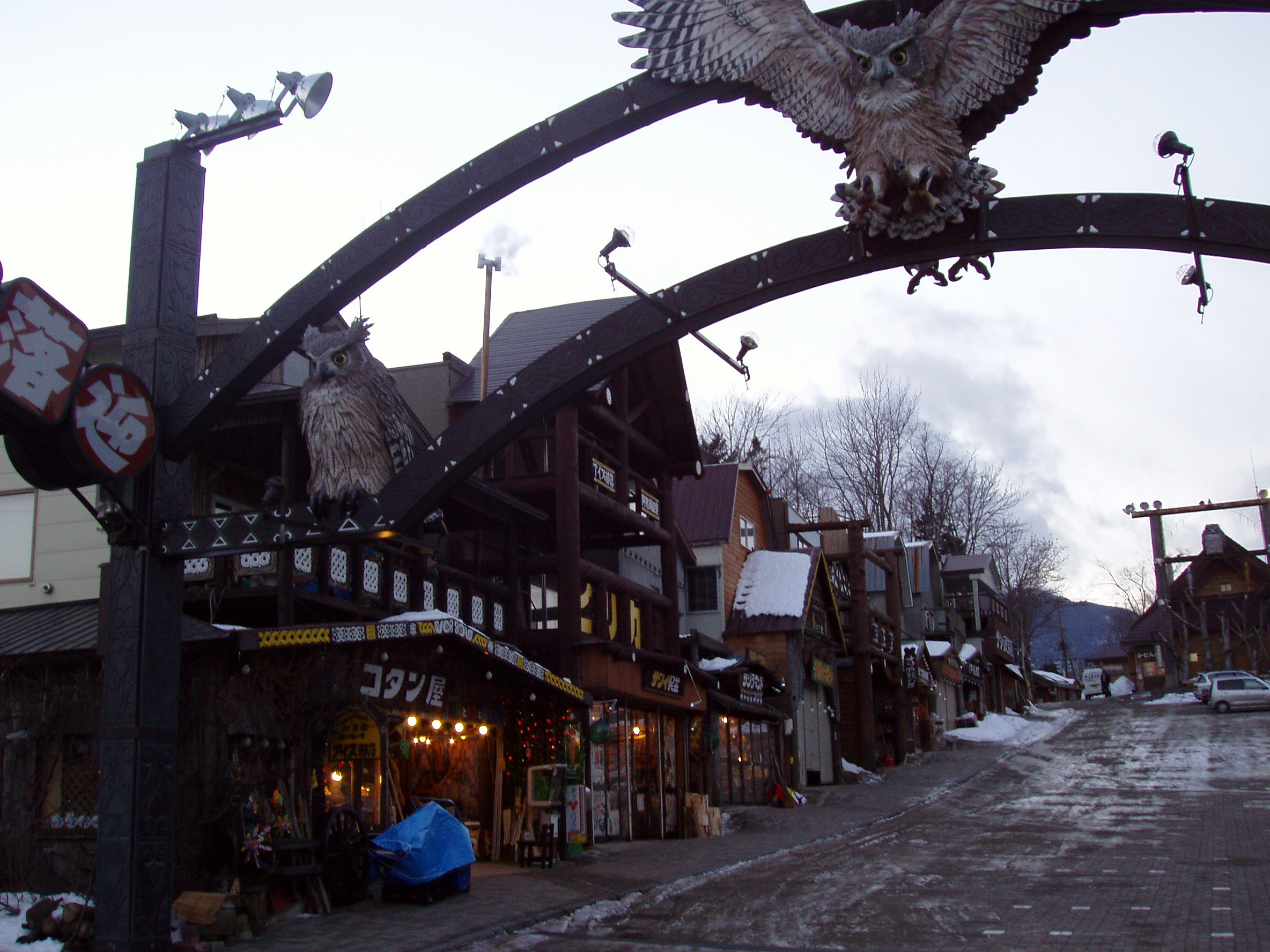
코탄 (2004년 12월 11일 촬영)
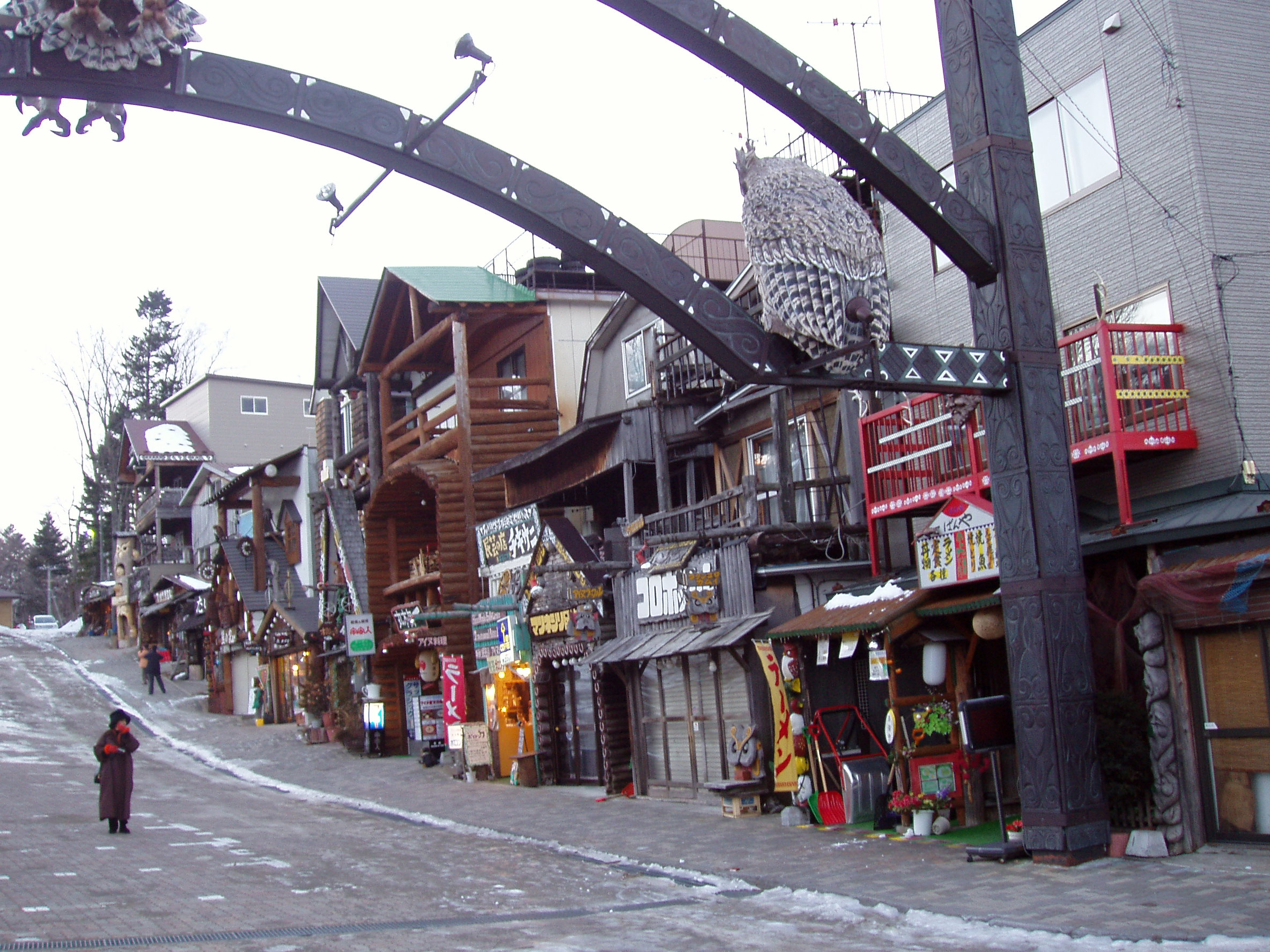
코탄 (2004년 12월 11일 촬영)
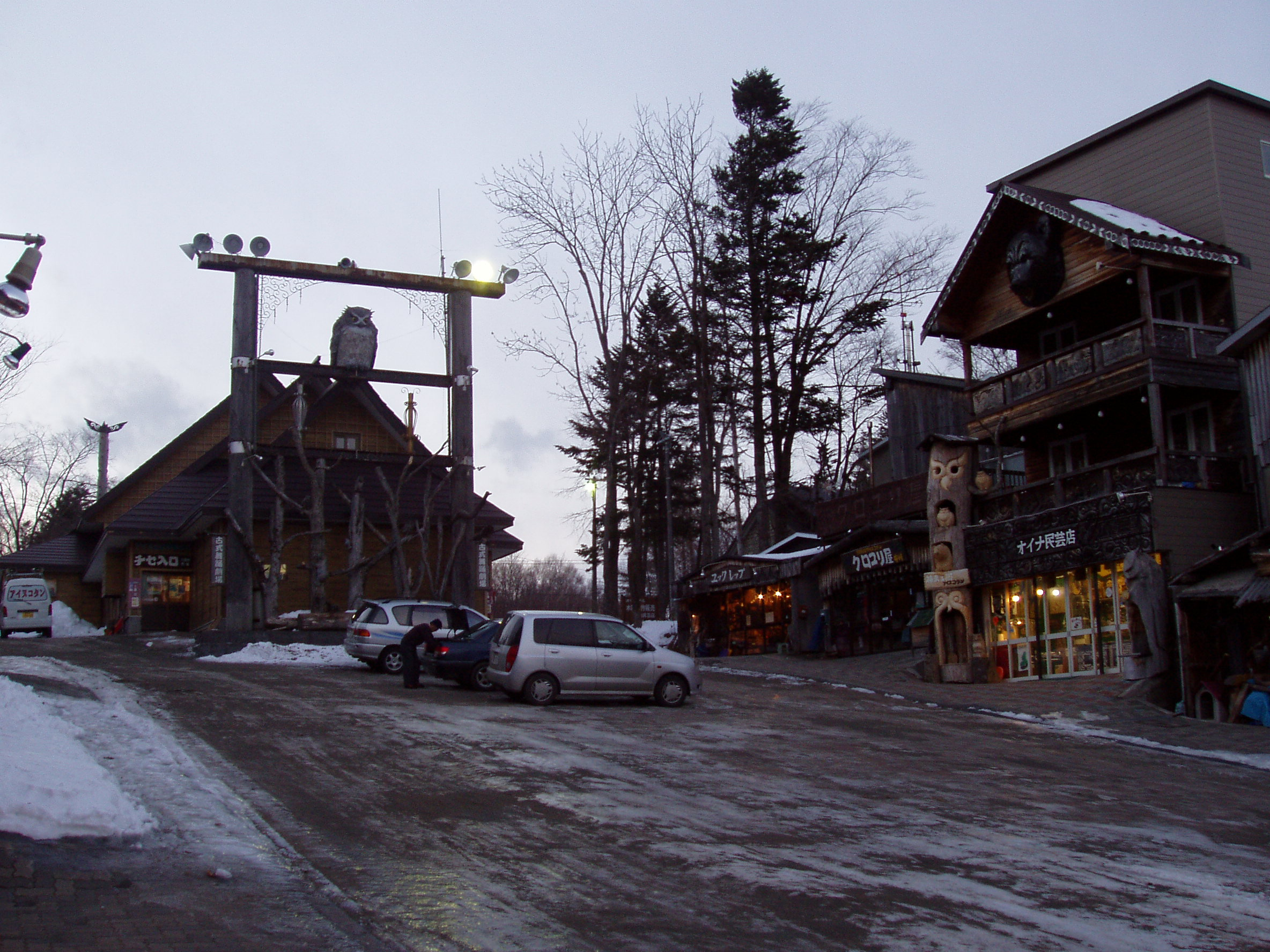
코탄 (2004년 12월 11일 촬영)